# Буринська Ніна Миколаївна
Буринська Ніна Миколаївна (нар. 9 грудня 1927, Київ — 3 лютого 2017, Київ) — український педагог, класик вітчизняної методики хімії, доктор педагогічних наук (1989), професор (1991), заслужений учитель України (1984).

## Навчання
З 1934 по 1946 рр. навчалась в школі, з перервою під час Другої світової війни.
Закінчила з відзнакою в 1950 році природничий факультет Київського державного педагогічного інституту.
У 1967 році вступила до аспірантури при Науково-дослідному інституті загальної і політехнічної освіти АПН СРСР (далі НДІ змісту і методів навчання АПН СРСР), де в 1972 році захистила кандидатську дисертацію з теми «Навчання і виховання учнів у процесі вивчення основ сучасного хімічного виробництва».
У 1989 році Н.Буринська захистила в НДІ змісту і методів навчання АПН СРСР докторську дисертацію з теми «Методичні основи реалізації політехнічного принципу навчання хімії в середній школі».

## Трудова діяльність
Почала свою роботу вчителем хімії в Чорнобильський школі № 1, а пізніше в Київській школі № 28, пропрацювавши там близько 10 років. З 1960 до 1976 рр. — працювала в Київській школі № 57. З 1964 року одночасно із вчительством, була призначена завідувачем кабінету хімії і біології Міського інституту удосконалення вчителів, Неодноразово обиралась головою методичного об'єднання вчителів хімії Ленінського району м. Києва, головою місцевкому, членом партбюро, головою первинної організації товариства «Знання», керівником школи передового досвіду.
Учні Н.Буринської часто ставали переможцями Республіканських і Всесоюзних олімпіад юних хіміків, багато з них вибрали професії, пов'язані з хімією, в тому числі і професію вчителя.
У 1972 році представляла вчителів хімії України на Міжнародному симпозіумі в м. Ленінграді, виступивши з доповіддю.

## Наукова діяльність
З 1974 року більш чотири десятиліття безперервно працювала в Інститутуті педагогіки Національної академії педагогічних наук України. Спочатку старшим науковим співробітником лабораторії методики хімії.
У 1977 р. брала участь у ІХ Національних педагогічних читаннях в Болгарії, де виступила з доповіддю «Ідейно-політичне виховання учнів при навчанні хімії.» Доповідь була відзначена Дипломом ступеня і Першою премією. У 1981 р. брала участь у Всесоюзній нараді (м. Баку), присвяченій викладанню хімії в зв'язку із запровадженням удосконалених програм. Була учасником науково-практичної конференції учителів хімії Гродненської області (Білорусь, 1979).
В 1979 році була призначена на посаду завідувача сектору методики хімії. В 1981—1994 роках керувала відділом методики біології та хімії Інституту педагогіки.
З 1994 р. — обіймала посаду головного наукового співробітника лабораторії хімічної та біологічної освіти.
Також була членом редакційної колегії і автором статей журналу «Біологія і хімія в школі» Міністерства освіти і науки України, заснованого у 1995 році.

## Сфера наукових інтересів
- Зміст хімічної освіти в середній загальноосвітній школі та можливості її диференціації,
- Методика навчання хімії в середній і вищій школі,
- Концептуальні методичні засади навчання хімії, розробка базового та поглибленого змісту і державних стандартів шкільної хімічної освіти,
- Концепція шкільного підручника з хімії та проблеми підручникотворення,
- Різнорівнева диференціація навчання,
- Реалізація принципу політехнізму.

Брала участь у розробці стандартів загально-освітньої підготовки з хімії, концепції хімічної освіти, програм і підручників для масової загальноосвітньої школи і спеціального профільного навчання.

### Наукова школа
Під керівництвом Н.Буринської захищено 17 кандидатських та 11 докторських дисертацій.

## Нагороди
Медалі:
- «За доблестный труд» (1970 р.),
- «В пам'ять 1500-ліття Києва» (1982 р.)

Звання:
- «Заслужений учитель УРСР» (1984 р.), Знаки:
- «Відмінник народної освіти УРСР» (1964 р.),
- «А. С. Макаренка» (1977 р.),
- «Отличник просвещения СССР» (1987 р.),
- «Відмінник освіти України» (1997 р.).

Премія за навчально-методичний комплект з хімії для 8-11 класів нагороджена Першою премією АПН України (1999 р.).
Розпорядженням Президента України від 18 квітня 2001 року Н.Буринській була призначена довічна державна стипендія як видатному діячеві освіти.

## Перелік публікацій
Н.Буринська — автор понад 300 наукових праць, серед яких підручники для середньої школи з 8 по 11 класи (видані в 1994—2005 роках), підручник для вищої школи «Методика викладання хімії. Теоретичні основи» (1987),
- Низка методичних посібників для вчителів:
  - Методика викладання шкільного курсу хімії (1991);
  - Виробничі екскурсії з хімії. К., 1985,
  - Навчальні екскурсії з хімії" (1988),
  - Викладання хімії у 8-9 класах загальноосвітньої школи" (2000);

- монографій:

- - Єдність навчання і виховання в шкільному курсі хімії (1977),
  - Политехническое образование и профориентация учащихся в процессе обучения химии: Пособие. — Москва, 1983;

Н.Буринською підготовлені наукові таблиці з хімії, наукові діафільми і кінофільми.
Праці виходили друком також болгарською, молдавською, німецькою, російською, румунською, угорською, польською мовами.
- Методика викладання хімії: Теор. основи. К., 1987;
- Тестові завдання та вправи з неорганічної хімії. К., 1996;
- Хімія: Методи розв'язування задач. К., 1997;
- Хімія: Підруч. для 8–9 кл. К., 1997; 1998;
- Хімія: Підруч. для 10–11 кл. К., 2000; 2002.

## Смерть
Н.Буринська померла 3 лютого 2017 року в Києві.
Прощання відбулося 6 лютого 2017 року о 12:00 у холі Інституту педагогіки НАПН України (вул. Січових Стрільців, 52-д).